# راندگی اصلی هیمالیا

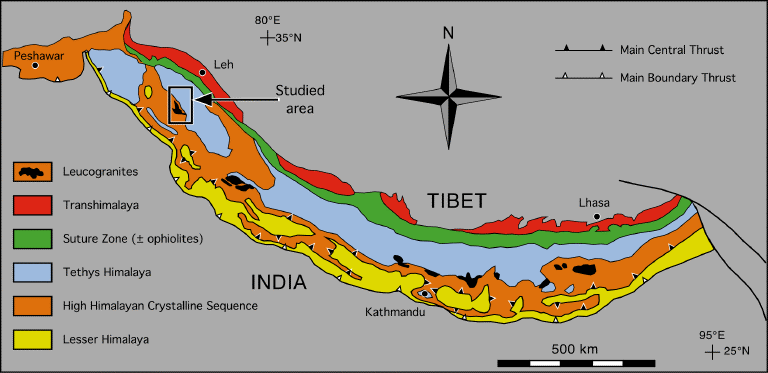
نقشه زمین‌شناسی منطقه هیمالیا. راندگی اصلی هیمالیا در زیر واحدهای سنگی قرار دارد.

راندگی اصلی هیمالیا (انگلیسی: Main Himalayan Thrust) که به اختصار MHT نیز نامیده می‌شود، یک گسل جدایشی در زیر رشته‌کوه‌های هیمالیا است. این گسل راندگی با راستای شمال‌غربی-جنوب‌شرقی به شکل کمانی است و به‌آرامی و با شیب تقریبی ۱۰ درجه به سمت شمال، به زیر منطقه فرومی‌رود. این گسل، بزرگ‌ترین ابرراندگی فعال قاره‌ای در زمین است.
کوتاه‌شدن پوسته هند و اوراسیا در نتیجه برخورد مداوم صفحه‌های زمین‌ساختی هند و اوراسیا در محل راندگی اصلی هیمالیا انجام می‌شود. این راندگی، حدود ۲۰ میلی‌متر در سال لغزش را جذب می‌کند که تقریباً نیمی از نرخ هم‌گرایی کل است. این لغزش می‌تواند از زمین‌لرزه‌های کوچک‌مقیاس و برخی تغییرشکل‌های خمیرسان آزاد شود، با این حال راندگی اصلی هیمالیا همچنان کسری گشتاور ۱۹^۱۰*۶٫۶ نیوتن متر در سال را جمع می‌کند. 
در آوریل ۲۰۱۵، بخشی از راندگی اصلی هیمالیا باعث ایجاد یک زمین‌لرزه راندگی کور شد که در نتیجه آن حدود ۹۰۰۰ نپالی کشته شدند.